# 宁杭客运专线
宁杭客运专线，又称宁杭高速铁路，简称宁杭高铁，是一条连接中国江苏省南京市与浙江省杭州市的高速铁路，2008年12月27日开工，2013年6月26日开始试运行，2013年7月1日正式营运。

## 概况
宁杭客运专线是国家“十一五”规划纲要确定的重点交通建设项目。作为《中长期铁路网规划》中长江三角洲地区城际客运系统的重要组成部分，宁杭客运专线与沪宁高速铁路、沪昆高速鐵路等共同构成沪宁杭“铁三角”高速铁路客运通道。宁杭客运专线也是京沪客运专线的两条支线之一，两端与“四纵四横”铁路快速客运通道中的京沪高速铁路、杭福深客运专线、沪汉蓉客运专线、沪昆客运专线等相衔接。
宁杭客运专线纵贯江苏省西南部和浙江省北部，北起南京枢纽南京南站，南至杭州枢纽杭州东站，沿线共设江宁、句容西、溧水、瓦屋山、溧阳、宜兴、长兴、湖州、德清等9个车站，正线全长约249公里，营业里程256公里。工程初设批复总投资297.8亿元人民币，由铁道部和江苏省、浙江省共同出资，组建宁杭铁路有限责任公司负责项目建设。工程于2008年12月27日开工，计划工期4年，实际工期4年半。
宁杭客运专线的站前工程由中铁四局集团有限公司、中国水利水电第四工程局有限公司、中铁十七局集团有限公司、中铁二十四局集团有限公司等承建；声屏障工程、湖州南站站房工程和站后四电工程由中国铁建电气化局集团有限公司承建；客服信息系统由中国通广电子公司承建。

### 技术参数
宁杭客运专线为双线、电气化客运专线，设计时速350公里（联络线设计时速为120～140公里），初期运营时速300公里，设计单向输送能力8000万人/年。线路正线线间距为5.0米，最小曲线半径为7000米（困难条件5000米，南京、杭州枢纽范围内适当降低）；最大坡度12‰，局部地段20‰；到发线有效长度650m。
宁杭客运专线正线全长248.963公里，其中，江苏境内146.773公里，浙江境内102.190公里。宁杭铁路至京沪高速场下行联络线全长2.418km，上行联络线全长2.625km；至杭州站下行联络线全长4.850km，上行联络线全长2.803km。正线路基长64.666km，路基土石方1657.76万方，正线特大桥24座153km，大桥14座3.6km，特大中桥总计48座157km；隧道16座累计27.16km。正线桥梁比63.12%，正线隧道比10.91%，桥隧长度占线路长度的74.03%。
宁杭客运专线正线铺轨493.5铺轨公里，联络线铺轨12.067铺轨公里，站线铺轨25.7铺轨公里，全线道岔101组；电气化接触网架线700.7条公里；电力线路720正线公里(10kV)；通信线路249单条公里。

### 线路走向
宁杭客运专线起自南京南站，向东与京沪高速铁路并行至秦淮河南折，沿宁杭高速公路西侧向南，跨东山枢纽互通后在江宁大学城南京医科大学东侧设江宁站。跨句容北河后设句容西站。出站后跨宁杭高速公路，经卧龙湖风景区东侧跨常合高速公路，在溧水城区东设溧水站。出站后向东南穿越东庐山风景区，跨104国道，在溧阳市上兴镇东北设瓦屋山站，随后沿宁杭高速公路东侧，向东南跨南河、中河、扬溧高速公路，经燕山南麓后折向东，于溧阳市区南设溧阳站。进入宜兴境内后跨钟张运河、宁杭高速公路，沿宁杭高速公路南侧，经宜兴龙背山森林公园南麓，跨新长铁路及104国道，在龙背山南设宜兴站。随后线路南折经丁蜀镇，西绕白泥场煤矿采空区后进入浙江省长兴县，沿太湖西岸向东南再跨新长铁路、104国道和宁杭高速公路，在长兴县东设长兴站。出站后跨沪渝高速公路折向南，跨104国道、宁杭高速公路，绕避敢山煤矿采空区东侧，跨长兴港、西苕溪引入湖州站。随后线路继续向南，经埭溪镇东侧进入德清县，向南在德清新城区东设德清站，出站后向南经下渚湖湿地保护区东侧，跨东苕溪，沿宁杭高速公路东侧向东南，跨京杭大运河，经崇贤镇西侧，跨绕城高速公路，并行既有宣杭线经杭州北站，经笕桥镇西侧引入杭州东站。

## 建设历程

### 规划
2006年10月，南京至杭州铁路列入中华人民共和国《铁路“十一五”规划》长三角地区城际轨道交通网。
2007年12月底，宁杭铁路项目建议书获国家发展改革委批复。
2008年10月，宁杭客运专线作为京沪客运专线的支线列入《中长期铁路网规划（2008年调整）》“四纵四横”客运专线网。
2008年12月，宁杭客运专线可行性研究报告获国家发展改革委批复。

### 建设
2008年12月27日，宁杭客运专线工程举行奠基仪式。
2009年3月底，宁杭客运专线正式开工。

## 运营
宁杭高铁与杭甬高铁同时于2013年7月1日9时正式开通运营。宁杭高铁实行时速300级别的高速动车组列车与时速200级别的动车组列车混跑的运行模式，开通初期计划开行动车组列车51.5对，其中“G字头”高速动车组列车45.5对，“D字头”动车组列车6对。
宁杭高铁运营首月共运送旅客196.3万人，平均客座率为72%。

### 首发仪式
2013年7月1日9时，宁杭客运专线列车首发仪式在南京南站和杭州东站同步举行，2列首发列车南京南至宁波东G7635次、杭州东至北京南G58次分别从两站开出。与此同时，杭甬客运专线2列首发列车杭州东至宁波东G7503次、宁波东至上海虹桥G7534次也分别由杭州东站和宁波东站发车，标志着宁杭客运专线、杭甬客运专线及杭州东站正式开通运营。4列首发列车均由中国北车生产的CRH380BL高速动车组列车担当。
- G7635次：南京南9:00、溧阳9:26、长兴9:46、湖州9:57、德清10:12、杭州东10:27、绍兴北10:51、余姚北11:11、宁波东11:37。
- G58次：杭州东9:00、溧阳9:39、江宁10:04、南京南10:17、徐州东11:33、泰安12:26、济南西12:46、廊坊14:04、北京南14:26。[17]

### 车次
宁杭高铁开通初期计划开行动车组列车51.5对,其中“G字头”动车组列车45.5对，“D字头”动车组列车6对。实际开行动车组列车44.5对，其中“G字头”动车组列车38.5对，“D字头”动车组列车6对。
| 列车等级                                     | 运行区段               | 对数                     | 车次 |
| -------------------------------------------- | ---------------------- | ------------------------ | --- |
| 直通高速动车组列车 15对 （实际开行14对）     | 北京南至杭州东         | 4对                      | G32、G33、G34、G35、G36、G37、G38、G39次 |
| 直通高速动车组列车 15对 （实际开行14对）     | 北京南至杭州           | 1对                      | G31、G40次 |
| 直通高速动车组列车 15对 （实际开行14对）     | 北京南至宁波东         | 2对                      | G57、G58、G59、G60次 |
| 直通高速动车组列车 15对 （实际开行14对）     | 北京南至福州           | 1对                      | G55、G56次 |
| 直通高速动车组列车 15对 （实际开行14对）     | 天津西至宁波东         | 1对                      | G51、G52次 |
| 直通高速动车组列车 15对 （实际开行14对）     | 天津西至杭州东         | 1对                      | G53、G54次 |
| 直通高速动车组列车 15对 （实际开行14对）     | 济南西至杭州东         | 2对 （实际开行1对）      | G61、G62、G254、G253次 |
| 直通高速动车组列车 15对 （实际开行14对）     | 济南（西）至宁波东     | 1对                      | G63、G64次 |
| 直通高速动车组列车 15对 （实际开行14对）     | 武汉至宁波东           | 1对                      | G584/1、G582/3次 |
| 直通高速动车组列车 15对 （实际开行14对）     | 杭州东至宜昌东         | 1对                      | G586/7、G588/5次 |
| 直通动车组列车 3对                           | 杭州东至郑州           | 1对                      | D272/3、D274/1次 |
| 直通动车组列车 3对                           | 南京南至厦门北         | 1对                      | D3117、D3118次 |
| 直通动车组列车 3对                           | 南京南至厦门           | 1对                      | D3213/D3214次 |
| 管内高速动车组列车 30.5对 （实际开行24.5对） | 合肥至宁波东           | 3对                      | G7674/5、G7676/3、G7678/9、G7680/77、G7682/3、G7684/1次                                                                                             |
| 管内高速动车组列车 30.5对 （实际开行24.5对） | 南京南至宁波东         | 6对 （实际开行5对）      | G7631、G7632、G7633、G7634、G7635、G7636、G7637、G7638、G7639、G7640、G7641、G7642                                                                  |
| 管内高速动车组列车 30.5对 （实际开行24.5对） | 徐州东至宁波东         | 2对 （实际开行1对）      | G7693、G7694、G7695、G7696次 |
| 管内高速动车组列车 30.5对 （实际开行24.5对） | 南京南至杭州东         | 10.5对 （实际开行7.5对） | G7601、G7602、G7603、G7604、G7605、G7606、G7607、G7608、G7609、G7610、G7611、G7612、G7613、G7614、G7615、G7616、G7617、G7618、G7619、G7620、G7621次 |
| 管内高速动车组列车 30.5对 （实际开行24.5对） | 淮南东至杭州东         | 2对                      | G7685/8/5、G7686/7/6、G7689/92/89、G7690/91/90次 |
| 管内高速动车组列车 30.5对 （实际开行24.5对） | 合肥至温州南           | 2对                      | G7662/3、G7664/1、G7666/7、G7668/5次 |
| 管内高速动车组列车 30.5对 （实际开行24.5对） | 上海虹桥至杭州至南京南 | 2对 （实际开行1对）      | G7341/4、G7343/2、G7345/8、G7347/6次 |
| 管内高速动车组列车 30.5对 （实际开行24.5对） | 合肥至杭州东           | 1.5对                    | G7652/3、G7654/1、G7656/7次 |
| 管内高速动车组列车 30.5对 （实际开行24.5对） | 淮南东至温州南         | 0.5对                    | G7669/72/69次 |
| 管内高速动车组列车 30.5对 （实际开行24.5对） | 苍南至淮南东           | 0.5对                    | G7670/1/0次 |
| 管内高速动车组列车 30.5对 （实际开行24.5对） | 温州南至南京南         | 0.5对                    | G7660次 |
| 管内动车组列车 3对                           | 南京南至温州南         | 1对                      | D5586、D5587次 |
| 管内动车组列车 3对                           | 上海虹桥至杭州至南京南 | 1对                      | D5601/4、D5603/2次 |
| 管内动车组列车 3对                           | 南京南至杭州东         | 1对                      | D5581、D5582次 |

注：通车后未实际开行的车次。宁杭高铁计划于2013年7月1日起每日开行动车组列车51.5对，实际每日开行动车组列车44.5对。
| 车次调整日期              | 新增直达线路                                                             | 新增直达主要城市                                              |
| ------------------------- | ------------------------------------------------------------------------ | ------------------------------------------------------------- |
| 2013年7月1日 （本线通车） | 京沪高铁（北京至南京段）                                                 | 徐州、济南、天津、北京                                        |
| 2013年7月1日 （本线通车） | 陇海铁路（徐州至郑州段）                                                 | 郑州                                                          |
| 2013年7月1日 （本线通车） | 合宁铁路、合武铁路、汉宜铁路                                             | 合肥、武汉、宜昌                                              |
| 2013年7月1日 （本线通车） | 合蚌客运专线（淮南至合肥段）                                             | 淮南                                                          |
| 2013年7月1日 （本线通车） | 沪昆客运专线                                                             | 上海                                                          |
| 2013年7月1日 （本线通车） | 杭甬客运专线当日通车、甬台温铁路、温福铁路、福厦铁路                     | 宁波、温州、福州、厦门                                        |
| 2013年8月1日              | 胶济客运专线                                                             | 青岛                                                          |
| 2013年12月28日            | 津秦客运专线新线，当日联入全国铁路网、秦沈客运专线                       | 秦皇岛、沈阳                                                  |
| 2013年12月28日            | 厦深铁路当日通车                                                         | 深圳2015年7月1日开始暂时不能通达，至2019年7月10日开始重新通达 |
| 2014年7月1日              | 宜万铁路（宜昌至凉雾段）当日技术改造完成并开行动车、遂渝铁路、遂成铁路   | 重庆、成都                                                    |
| 2014年12月10日            | 沪昆客运专线当日全线通车                                                 | 上饶、南昌、长沙                                              |
| 2014年12月26日            | 京广高速铁路（长沙至衡阳段）、衡柳铁路、柳南客运专线南宁东站当日开通运营 | 衡阳、柳州、南宁                                              |
| 2015年2月4日              | 沪昆客运专线（长沙至新晃段）                                             | 怀化仅2015年春运期间加开 ，至2015年3月14日止                  |
| 2015年7月1日              | 沪昆客运专线新线，当日联入全国铁路网                                     | 怀化、贵阳                                                    |
| 2015年7月1日              | 合福客运专线新线，当日联入全国铁路网                                     | 南平                                                          |
| 2022年1月10日             | 京港高铁（赣州至深圳段）G1665/1666次列车延长至深圳站始发终到             | 赣州                                                          |
| 2024年1月10日             | 杭昌高铁（黄山至南昌段）、甬广高铁（博罗至新塘段）                       | 广州                                                          |

### 列车
宁杭高速铁路线上运营列车以和谐号CRH380B系列动车组为主，另有和谐号CRH1系列、CRH2系列、CRH380A系列、CRH380C系列动车组参与运营。2015年7月1日起和谐号CRH380D型动车组加入运营。2017年11月21日起复兴号CR400BF型动车组加入运营。

## 车站
宁杭客运专线全线由北向南设南京南、江宁、句容西、溧水、瓦屋山、溧阳、宜兴、长兴、湖州、德清、杭州东共11座车站。其中南京南站和杭州东站是始发站，并在宜兴徐舍、杭州余杭预留设站条件，在句容西站预留禄口国际机场联络线的开通条件。
| 宁杭客运专线 |          |          |          |                           |                                                              |                                                                                   |          |
|              |          |          |          |                           |                                                              |                                                                                   |          |
| 车站名称     | 所在地区 | 所在地区 | 所在地区 | 南京南站 起计里程（公里） | 连接铁路                                                     | 城市轨道交通 转乘路线                                                             | 站场规模 |
| 南京南站     | 江苏省   | 南京市   | 雨花台区 | 0                         | 京沪高速铁路 合宁铁路 宁安客运专线 仙宁铁路 沪宁沿江高速铁路 | 南京地铁1号线 南京地铁3号线 南京地铁S1号线 南京地铁S3号线 南京地铁6号线（建设中） | 15台28线 |
| 江宁站       | 江苏省   | 南京市   | 江宁区   | 12                        |                                                              | 南京地铁1号线（南医大·江苏经贸学院站）                                            | 2台4线   |
| 句容西站     | 江苏省   | 镇江市   | 句容市   | 26                        |                                                              |                                                                                   | 2台4线   |
| 溧水站       | 江苏省   | 南京市   | 溧水区   | 46                        |                                                              |                                                                                   | 2台6线   |
| 瓦屋山站     | 江苏省   | 常州市   | 溧阳市   | 68                        |                                                              |                                                                                   | 2台4线   |
| 溧阳站       | 江苏省   | 常州市   | 溧阳市   | 98                        |                                                              |                                                                                   | 2台4线   |
| 宜兴站       | 江苏省   | 无锡市   | 宜兴市   | 129                       | 盐宜高速铁路（建设中）                                       | 无锡地铁S2线（建设中）                                                            | 2台6线   |
| 长兴站       | 浙江省   | 湖州市   | 长兴县   | 165                       | 如湖城际铁路（建设中）                                       |                                                                                   | 2台4线   |
| 湖州站       | 浙江省   | 湖州市   | 吴兴区   | 185                       | 宣杭铁路 合杭高速铁路 沪苏湖高速铁路                         |                                                                                   | 5台14线  |
| 德清站       | 浙江省   | 湖州市   | 德清县   | 221                       | 合杭高速铁路                                                 | 杭德市域铁路（建设中）                                                            | 3台8线   |
| 杭州东站     | 浙江省   | 杭州市   | 上城区   | 256                       | 沪昆高速铁路 杭深铁路 沪昆铁路                               | 杭州地铁1号线 杭州地铁4号线 杭州地铁6号线 杭州地铁19号线                          | 15台30线 |

### 相关站名变更
2012年6月初，铁道部正式确定宁杭客运专线沿线车站命名，宁杭客运专线建设初期所称上坊站、句容西站、溧水站、瓦屋山站、溧阳站、宜兴东站、长兴东站、湖州南站、德清站依次定名为江宁东站、句容西站、溧水站、瓦屋山站、溧阳站、宜兴站、长兴站、湖州站和德清站。2013年初，又改江宁东站为江宁站。
湖州站是由宣杭线原湖州南站于2009年原址拆除重建并更名而来。
宁杭客运专线开通前的宜兴站（新长线）、长兴站（宣杭线）、湖州站（宣杭线）、德清站（宣杭线）四站已分别更名为宜兴西站、长兴南站、湖州西站和德清西站。

## 相关事件与评价

### 建设事故
- 2010年7月28日，在杭州市拱墅区沈半路附近的宁杭客运专线施工现场，一架约10米高的钢筋笼倒塌，造成8名工人坠伤。[24]
- 2011年5月31日，在南京市溧水县境内的站前第一标段，一家制造铁路护栏的分包施工单位违规拉细钢筋，且在违规行为遭曝光后，对前来的记者和警察进行围殴阻扰。[25][26]

### 运营故障
- 2013年7月2日，宁杭、杭甬高铁通车次日，因杭州笕桥站线路故障，宁杭高铁多趟列车晚点。[27]
- 2014年7月19日，因宁杭高铁宜兴站至长兴站间的设备发生故障，超35趟列车严重晚点，故障影响波及京沪高铁和杭甬高铁，G7609和G7633次列车因此停运一天。[28]